# Светослав Фьодоров
Светослав Фьодоров (роден на 8 август 1927 г. в град Проскуров (сега Хмелницки) в Съветска Украйна, починал на 2 юни 2000 г. в Москва, Русия) е съветски украински и руски офталмолог, очен микрохирург, участник във внедряването на радиалната кератотомия, професор. Герой на социалистическия труд (СССР) (1987).

## Биография
Роден е в град Проскуров (сега Хмелницки) в Украйна.
Като малък мечтае да стане летец, но през 1945 година, на възраст 18 години, след падане от трамвай загубва лявото си стъпало. . След това се ориентира към медицината.
През 1952 г. завършва Ростовския медицински институт, след което работи като лекар.
През 1960 г., работейки в Чебоксари, за първи път в СССР прави операция за замяната на лещовидното тяло на окото .
През 1961 – 1967 г. завежда катедра по очни болести в Архангелск. След това е преместен в Москва, където ръководи катедра по очни болести и лаборатория по имплантация на изкуствени лещи. През същата година Фьодоров започва да имплантира изкуствена роговица.
През 1962 г. заедно с офталмохирурга Захаров създава изкуствена леща, известна като лещата на Фьодоров-Захаров, една от най-добрите твърди лещи в света. През 1973 г. прави разработка за лечение на глаукома в ранни стадии.
През 1970-те и 1980-те години Фьодоров разработва и широко внедрява в офталмологичната практика радиалната кератотомия, състояща се в разрязване на роговицата с тънък скалпел. Чрез редица радиални надреза (подобни на спиците на колело) се изменя формата на роговицата така, че да се коригира астигматизъм, късогледство и др. под. оптични недостатъци на окото. Радиалната кератотомия е предшественик на модерния лазерен метод за корекция на зрението LASIK.
През 1974 г. лабораторията е отделена от института и става Московска научноизследователска лаборатория, която през 1979 г. прераства в научноизследователски институт. Успешното лечение на хиляди пациенти по методите на Фьодоров води до откриване на много филиали в СССР и в чужбина (Италия, Полша, Германия, Испания, Йемен, ОАЕ). За пръв път в света офталмологична клиника е оборудвана на кораб, плаващ по Средиземно море и Индийския океан.
След 1990 г. Фьодоров започва активно да се занимава с политика. Става депутат на СССР. Кандидатира се за президент на Русия.
На 2 юни 2000 г. загива в авиокатастрофа, след като принадлежащ на клиниката вeртолет пада и четиримата му пътници загиват.